# Payao
Payao là một đô thị hạng 4 ở tỉnh Zamboanga Sibugay, Philippines. Theo điều tra dân số năm 2000 của Philipin, đô thị này có dân số 27.036 người trong 5.381 hộ.

## Các đơn vị hành chính
Payao được chia thành 29 barangay.
| - Balian - Balogo - Balungisan - Binangonan - Bulacan - Bulawan - Calape - Dalama - Fatima (Silal) - Guintolan - Guiwan - Katipunan - Kima - Kulasian - Kulisap | - La Fortuna - Labatan - Mayabo (Santa Maria) - Minundas (Santo. Niño) - Mountain View (Puluan) - Nanan - Poblacion (Payao) - San Isidro - San Roque - San Vicente (Binangonan) - Silal - Sumilong - Talaptap - Upper Sumilong |